# Zákon lásky
Zákon lásky je český dokumentární film z roku 2021, který režírovala Barbora Chalupová podle vlastního scénáře.

## Děj
Film sleduje činnost aktivistů z kampaně Jsme fér, kteří v letech 2018–2020 usilovali u poslanců v Poslanecké sněmovně o získání podpory pro návrh zákona umožňující stejnopohlavní manželství. Film začíná předáním petice na podporu zákona Poslanecké sněmovně a jejího projednání petičním výborem a končí hlasováním Poslanecké sněmovny o postoupení návrhu zákona do druhého čtení.